# The Soundhouse Tapes
| Críticas profissionais | Críticas profissionais |
| Avaliações da crítica  | Avaliações da crítica  |
| Fonte                  | Avaliação              |
| ---------------------- | ---------------------- |
| allmusic               | [ 1 ]                  |

The Soundhouse Tapes é o EP de estreia da banda inglesa de heavy metal Iron Maiden, e traz as primeiras gravações da banda. Lançado em 9 de novembro de 1979, contém três músicas retiradas da fita demo gravada no Spaceward Studios em 30 e 31 de dezembro de 1978. As três faixas ("Iron Maiden", "Invasion" e "Prowler") aparecem em uma forma mais áspera do que elas faria no álbum de estúdio de estreia da banda e singles subsequentes, já que todos foram gravados em uma sessão.
Apesar de a gravação original ter sido apagada e de "Strange World" ter sido rejeitada pela banda por falta de qualidade final, a edição de 5.000 cópias do denominado The Soundhouse Tapes foi um sucesso raro, esgotando e a banda posteriormente rejeitou reedições, para não quebrar uma certa aura criada à volta do disco.
Neal Key, na altura DJ no clube de metal mais famoso de Londres (o Soundhouse), foi o grande responsável pela massiva divulgação feita e elemento-chave nos primeiros passos para o estrelato, escreveu como sleeve-note:
| “ | Every so often, one special band emerges from the mass of untried and unknown hopefuls which fill the streets of the rock world. Iron Maiden is just one such band, bringing with their emergence, a style of rock music, so hard, gritty and honest in its delivery that only success can justify their hard toil! The tracks on this E.P. were the first ever recorded by the band and are the authentic unremixed cuts taken from the demo tape recorded at Spaceward Studios in Cambridge on December 30th 1978, and, subsequently presented to me in the Soundhouse a week later. After one hearing it was obvious that Iron Maiden would become one of the leaders of present-day heavy metal, combining the sort of talent and hard drive that the music world must not ever ignore. | ” |

## Faixas
Cambridge, Spaceward Studios, 31/12/1978 (normalmente uma data de preço bastante acessível durante o ano musical), o Iron Maiden grava 4 temas para serem incluídos numa demo de promoção junto dos fans e das editoras, a saber: 
1. "Invasion"
  - um dos primeiros temas compostos por Harris, mais tarde editado como lado B do single "Women in Uniform";
2. "Iron Maiden"
  - primeira encarnação e gravação de um dos principais temas dos Maiden. Editada posteriormente no primeiro álbum homônimo;
3. "Prowler"
  - mais uma música dos inícios da banda, também aparece no álbum referido anteriormente;
4. "Strange World"
  - abandonada para a demo, mais tarde reaproveitada e trabalhada, aparece igualmente em 1980, no álbum Iron Maiden (mais tarde os die hard fans tiveram acesso a esta faixa rara em particular, na compilação Best of the Beast).

## Créditos
- Steve Harris - Baixo
- Paul Di'Anno - Vocal
- Dave Murray - Guitarra
- Paul Cairns - Guitarra (não creditado)
- Doug Sampson - Bateria